# Ringen - En film om Kasper Bech Holten
Ringen - En film om Kasper Bech Holten er en dansk portrætfilm fra 2006 instrueret af Judith Lansade.

## Handling
Filmen fortæller om operachef Kasper Bech Holtens arbejde med Wagners Nibelungen Ring. Et livsværk han afslutter i en alder af 33 år. Lige siden Holten som 12-årig første gang opførte »Ringen« som dukketeater, har han drømt om at sætte dette værk op på Operaen.